# Grains of Sand
Grains of Sand es el cuarto álbum de estudio de la banda británica de rock gótico The Mission, publicado en noviembre de 1990 por el sello Mercury Records. Contiene canciones que fueron grabadas durante las secciones de producción del álbum anterior Carved in Sand, pero que no fueron incluidas. Por su parte, en 2008 fue remasterizado y relanzado en versión doble disco, junto a Carved in Sand.
El álbum alcanzó el puesto 28 en los UK Albums Chart del Reino Unido y para promocionarlo fue lanzado el sencillo «Hands Across the Ocean» que obtuvo el lugar 28 en el Reino Unido y la séptima posición en la lista Modern Rock Tracks de los Estados Unidos. Cabe señalar que dentro del listado de canciones se incluyó los covers de «Mr. Pleasant» de The Kinks y «Love» de John Lennon.

## Lista de canciones
Todas las canciones escritas por The Mission, a menos que se indique lo contrario.

| N.º | Título                              | Escritor(es) | Duración |  |
| 1.  | «Hands Across the Ocean»            |              | 3:49     |  |
| 2.  | «The Grip of Desease»               |              | 4:12     |  |
| 3.  | «Divided We Fall»                   |              | 3:40     |  |
| 4.  | «Mercenary»                         |              | 2:50     |  |
| 5.  | «Mr. Pleasant» (cover de The Kinks) | Ray Davies   | 2:50     |  |
| 6.  | «Kingdom Come (Forever and Again)»  |              | 4:57     |  |
| 7.  | «Heaven Sends You»                  |              | 4:54     |  |
| 8.  | «Sweet Smile of a Mystery»          |              | 3:55     |  |
| 9.  | «Love» (cover de John Lennon)       | John Lennon  | 1:51     |  |
| 10. | «Bird of Passage»                   |              | 6:28     |  |

## Músicos
- Wayne Hussey: voz
- Craig Adams: bajo
- Simon Hinkler: guitarra eléctrica
- Mick Brown: batería